# Santa Maria in Cosmedin (titre cardinalice)
 (mars 2024).
Si vous disposez d'ouvrages ou d'articles de référence ou si vous connaissez des sites web de qualité traitant du thème abordé ici, merci de compléter l'article en donnant les références utiles à sa vérifiabilité et en les liant à la section « Notes et références ».
La diaconie cardinalice de Santa Maria in Cosmedin est érigée, suivant les sources, en 600 ou par le pape Étienne II (752-757) et rattachée à la basilique Santa Maria in Cosmedin qui se trouve dans le rione Ripa de Rome.

## Titulaires
| - Leone, O.S.B. (?) (1062-1088) - Giovanni Caetani, O.S.B..Cas., élu pape Gélase II (1088-1118) - Pietro Ruffo (o Ruffus) (1118-1120) - Étienne de Bar, O.S.B.Cas. (1120-1130? ou 1134? ou 1142?) - Giacinto Bobone Orsini (1144-1191), élu pape Célestin III - Niccolo Bobone (1192 ou 1193-1200) - Giovanni dei Conti di Segni (1200-1213) - Raniero Capocci (ou Capoccius), O.Cist. (1216-1250) - Giacomo Savelli (1261-1285), élu pape Honorius IV - Francesco Caetani (1295-1317) - Napoleone Orsini Frangipani (1317-1320), in commendam - Raymond Le Roux (ou Ruffo, ou Russo) (1320-1325) - Guillaume de La Jugie (1342-1368) - Pedro Martínez de Luna y Gotor (1375-1394), élu antipape Benoît XIII - Gugilemo di Capua ou Gugilemo d'Altavilla (1383-1385) - Pietro Morosini (1408-1424) - Lucido Conti di Poli (ou Lucio) (1411-1417), pseudo-cardinal de l'antipape Jean XXIII (1417-1437) - Raymund Pérault (1493-1496) - Luigi d'Aragona (1496-1519) - Franciotto Orsini (1519-1534) - Niccolò Ridolfi (1534-1540) - Guidascanio Sforza (1540) - Reginald Pole (1540-1555); titre pro illa vice (1555-1558) - Giacomo Savelli (1558-1573) - Antonio Carafa (1573-1577) - Filippo Guastavillani (1577-1583) - Giovanni Vincenzo Gonzaga (1583-1585); titre pro illa vice (1585-1587) - Alessandro Damasceni Peretti (1587) - Girolamo Mattei (1587-1589) - Benedetto Giustiniani (1589-1591) - Ascanio Colonna (1591-1599) - Giovanni Battista Deti (1599-1614) - Alessandro Orsini (1616-1626) - Pietro Maria Borghese (1626-1633) - Lelio Biscia (1633-1637) | - Alessandro Cesarini (1637-1638) - Girolamo Colonna (1639-1644) - Virginio Orsini (1644-1653) - Vincenzo Costaguti (1653-1656) - Paolo Emilio Rondinini (1656-1668) - Carlo Gualterio (1668-1669) - Giacomo Franzoni (1669-1670) - Leopoldo de' Medici (1670-1675) - Carlo Barberini (1675-1683) - Paolo Savelli (1683-1685) - Felice Rospigliosi (1685-1686) - Benedetto Pamphilj (1686-1688) - Fulvio Astalli (1688-1689) - Carlo Bichi (1690-1693) - Nicola Grimaldi (1706-1716) - Annibale Albani (1716-1722) - Alessandro Albani (1722-1741); in commendam (1741-1779) - Pasquale Acquaviva d'Aragona (1779-1780) - Gregorio Antonio Maria Salviati (1780-1790) - Fernando Spinelli (1790-1795) - Fabrizio Dionigi Ruffo (1800-1821) - Antonio Maria Frosini (1823-1834) - Alessandro Spada (1835-1843) - Paolo Mangelli Orsi (1844-1846) - Giovanni Serafini (1846-1855) - Giuseppe Ugolini (1855-1858) - Lorenzo Ilarione Randi (1875-1884) - Gaetano de Ruggiero (1889-1896) - Giuseppe Callegari, titre pro illa vice (1903-1906) - Aristide Cavallari, titre pro illa vice (1907-1914) - Oreste Giorgi (1916-1923); titre pro illa vice (1923-1924) - Alessandro Verde (1925-1935); titre pro illa vice (1935-1958) - Francesco Roberti (1958-1967) - Vacant depuis 1967 |